# Nefazodona
A nefazodona (nome comercial: Serzone) é um antidepressivo que age antagonizando os receptores 5-HT2A e inibindo a recaptação da serotonina, dopamina e noradrenalina. Foi introduzida no mercado pela Bristol-Myers Squibb. O efeito antagonista no receptor 5HT2A é potente e no receptor 5HT2C é mais fraca. Também antagoniza fracamente o receptor alfa-adrenérgico.

## Danos hepáticos
A sua venda foi proibida no Canadá após relatos de Dano Hepático em 51 pacientes (alguns casos foram de curto prazo de tratamento (poucas semanas do início) e outros casos após o uso contínuo por até 3 anos. Esse medicamento também foi retirado do de todos os países da Europa após 26 mortes por lesão hepática associada À nefazodona
Em outros países, incluindo Estados Unidos e Brasil, o produto continua sendo comercializado, após receber uma advertência do Órgão (FDA) que obrigou o Laboratório a incluir um alerta em linha preta com destaque no topo da bula avisando sobre a possibilidade de ocorrer uma insuficiência hepática com risco de vida.